# Nombre de Hatta
Pour les articles homonymes, voir Hatta.
 (octobre 2023).
Si vous disposez d'ouvrages ou d'articles de référence ou si vous connaissez des sites web de qualité traitant du thème abordé ici, merci de compléter l'article en donnant les références utiles à sa vérifiabilité et en les liant à la section « Notes et références ».
Le nombre de Hatta, {\displaystyle Ha}, est un nombre sans dimension utilisé en cinétique chimique pour caractériser les réactions chimiques dans des milieux hétérogènes. Il représente le rapport entre le transfert de matière d'un réactif au travers d'une interface et la vitesse d'une réaction consommant ce même réactif.
Ce nombre porte le nom de Shirôji Hatta, ingénieur chimiste japonais.
On le définit de la manière suivante :
{\displaystyle Ha=\delta {\sqrt {\frac {k\;{C_{A}}^{n-1}}{D_{A}}}}}
avec :
- {\displaystyle \delta } - largeur de l'interface ;
- {\displaystyle C_{A}} - concentration du réactif {\displaystyle A} ;
- {\displaystyle k} - constante cinétique de réaction ;
- {\displaystyle n} - ordre de réaction ;
- {\displaystyle D} - coefficient de diffusion.

Ce nombre permet de définir où se déroule la réaction :
- {\displaystyle Ha<0{,}3}  : réaction lente.

La réaction est plus lente que le transfert de matière. La réaction a lieu dans la phase réactionnelle ;
- {\displaystyle 0{,}3<Ha<3} : réaction moyenne.

La réaction est aussi rapide que le transfert de matière. La réaction commence dans l'interface et se poursuit dans la phase réactionnelle ;
- {\displaystyle Ha>3} : réaction rapide.

La réaction est plus rapide que le transfert de matière. La réaction a lieu dans l'interface.